# Ptychoptera monoensis
Ptychoptera monoensis är en tvåvingeart som beskrevs av Alexander 1947. Ptychoptera monoensis ingår i släktet Ptychoptera och familjen glansmyggor. Inga underarter finns listade i Catalogue of Life.